# Göttingen-Gesetz
Im Göttingen-Gesetz (offiziell: Gesetz über die Neugliederung des Landkreises und der Stadt Göttingen) wurden die Eingliederung der bisher kreisfreien Stadt Göttingen in den Landkreis Göttingen im Jahre 1964 sowie die Kompetenzabgrenzung zwischen beiden geregelt. Ferner wurden dadurch die Gemeinden Geismar, Grone, Nikolausberg und Weende in die Stadt Göttingen eingemeindet. Am 1. November 2011 trat das Göttingen-Gesetz außer Kraft und wurde durch das Niedersächsische Kommunalverfassungsgesetz (NKomVG) abgelöst.
Nach dem Göttingen-Gesetz galten für Göttingen weitgehend weiter die Vorschriften für kreisfreie Städte. Beim Niedersächsischen Finanzausgleich und bei der Durchführung des Niedersächsischen Schulgesetzes wurde die Stadt allerdings als kreisangehörige Gemeinde betrachtet. Der Landkreis Göttingen nahm dagegen auch die Aufgaben des § 1 des Niedersächsischen Gesetzes zum Bundesgesetz zur wirtschaftlichen Sicherung der Krankenhäuser und zur Regelung der Krankenhauspflegesätze für die Stadt Göttingen wahr. Die Aufgabenverteilung zwischen der Stadt und dem Landkreis Göttingen konnte nach Anhörung beider Gebietskörperschaften vom Niedersächsischen Innenministerium durch Verordnung geändert werden.
Das Gesetz trat grundsätzlich am 4. Juli 1964 in Kraft, Teile erst am 1. Januar 1965.
Die Stadt Göttingen hatte auf eine Vergrößerung ihres Stadtgebietes gedrängt, da sie nicht mehr in der Lage war, für neue Wohnungen, Gewerbegebiete und den Verkehr sowie für die Universität und die Max-Planck-Gesellschaft genügend Flächen bereitzustellen. Die stadtnahen im Landkreis gelegenen Nachbargemeinden entwickelten sich gut und wuchsen mit Göttingen zusammen. Es gab verschiedene Lösungsansätze: man hätte einen Verband wie im Beispiel Hannover (Verband Großraum Hannover) schaffen oder alternativ den dann recht kleinen Landkreis Göttingen zerschlagen und auf die Landkreise Duderstadt, Münden und Northeim aufteilen können. Die Entscheidung fiel letztlich auf die mit dem Gesetz gefundene Lösung, also für die Eingliederung der Stadt (damals 110.000 Einwohner) in den Landkreis (damals ohne Göttingen 42.000 Einwohner).
Das Göttingen-Gesetz war Vorbild für ähnliche Regelungen:
- für die Eingliederung der Stadt Siegen in den gleichnamigen Landkreis im Jahr 1966 (Gültigkeit der Regelung bis 1974)
- für die Eingliederung der Stadt Saarbrücken in den gleichnamigen Stadtverband (jetzt Regionalverband) im Jahr 1974
- für die Eingliederung der Stadt Hannover in die gleichnamige Region im Jahr 2001
- für die Eingliederung der Stadt Aachen in die gleichnamige Städteregion im Jahr 2009